# Tournoi d'ouverture du championnat du Chili de football 1997
Navigation
Saison précédente Tournoi suivant
Le tournoi d'ouverture de la saison 1997 du Championnat du Chili de football est le premier tournoi de la soixante-cinquième édition du championnat de première division au Chili. Le fonctionnement du championnat est totalement modifié par rapport aux saisons précédentes pour se calquer sur le système utilisé dans différents championnats sud-américains, comme en Argentine par exemple. La saison est scindée en deux tournois saisonniers, Ouverture et Clôture, où chaque équipe rencontre une fois chacun de ses adversaires. Le vainqueur de chaque tournoi se voit attribuer le titre de champion et se qualifie pour la Copa Libertadores. Un classement cumulé des deux tournois est effectué en fin de saison pour déterminer les équipes reléguées : les deux dernières descendent en Segunda Division, la deuxième division chilienne. 
Deux équipes terminent en tête du classement final, à égalité de points, le CSD Colo-Colo et le Universidad Católica. Elles sont départagées par un barrage remporté par l'Universidad Catolica. Il s'agit du septième titre de champion du Chili de l'histoire de l'Universidad Catolica.

## Les clubs participants
- CSD Colo-Colo
- Universidad Católica
- CF Universidad de Chile
- Unión Española
- Club de Deportes Coquimbo Unido
- Deportivo Temuco
- Club de Deportes Cobreloa
- Club Deportivo Huachipato
- Club de Deportes Santiago Wanderers
- Club de Deportes La Serena - Promu de Segunda División
- Club de Deportes Puerto Montt - Promu de Segunda División
- Audax Italiano
- Club Deportivo Palestino
- Club Deportes Provincial Osorno
- Club Deportes Concepción
- Club de Deportes Antofagasta

## Compétition
Le barème utilisé pour établir le classement est le suivant :
- Victoire : 3 points
- Match nul : 1 point
- Défaite : 0 point

### Classement final
| Rang | Équipe                              | Pts | J  | G  | N | P  | Bp | Bc | Diff |
| ---- | ----------------------------------- | --- | -- | -- | - | -- | -- | -- | ---- |
| 1    | Universidad Católica                | 37  | 15 | 11 | 4 | 0  | 36 | 13 | +23  |
| 2    | CSD Colo-ColoT                      | 37  | 15 | 11 | 4 | 0  | 27 | 12 | +15  |
| 3    | CF Universidad de Chile             | 30  | 15 | 8  | 6 | 1  | 31 | 14 | +17  |
| 4    | Deportivo Temuco                    | 22  | 15 | 7  | 1 | 7  | 26 | 18 | +8   |
| 5    | Club de Deportes Cobreloa           | 22  | 15 | 6  | 4 | 5  | 26 | 22 | +4   |
| 6    | Club Deportes Concepción            | 22  | 15 | 6  | 4 | 5  | 21 | 26 | -5   |
| 7    | Club Deportivo Huachipato           | 20  | 15 | 5  | 5 | 5  | 20 | 17 | +3   |
| 8    | Club de Deportes Coquimbo Unido     | 20  | 15 | 6  | 2 | 7  | 28 | 26 | +2   |
| 9    | Club de Deportes Santiago Wanderers | 20  | 15 | 4  | 8 | 3  | 24 | 24 | 0    |
| 10   | Club de Deportes La SerenaP         | 18  | 15 | 5  | 3 | 7  | 23 | 25 | -2   |
| 11   | Club Deportes Provincial Osorno     | 17  | 15 | 3  | 8 | 4  | 16 | 18 | -2   |
| 12   | Club Deportivo Palestino            | 16  | 15 | 4  | 4 | 7  | 12 | 24 | -12  |
| 13   | Audax Italiano                      | 15  | 15 | 3  | 6 | 6  | 21 | 24 | -3   |
| 14   | Unión Española                      | 15  | 15 | 4  | 1 | 10 | 15 | 35 | -20  |
| 15   | Club de Deportes Puerto MonttP      | 10  | 15 | 2  | 4 | 9  | 18 | 29 | -11  |
| 16   | Club de Deportes Antofagasta        | 8   | 15 | 2  | 2 | 11 | 14 | 31 | -17  |

|  | Qualification pour le barrage pour le titre       |
|  | T : Tenant du titre P : Promu de Segunda Division |

### Barrage pour le titre
| Équipe 1      | Résultat | Équipe 2             | Aller | Retour |
| ------------- | -------- | -------------------- | ----- | ------ |
| CSD Colo-Colo | 1 - 3    | Universidad Católica | 1 - 0 | 0 - 3  |

## Bilan de la saison
| Championnat du Chili de football 1997 |                                    |
| Champion                              | CD Universidad Católica (7e titre) |
| Qualifications continentales          |                                    |
| Copa Libertadores 1998                | CSD Colo-Colo                      |
| Copa Mercosur 1998 (invitation)       | CSD Colo-Colo                      |
| Copa Mercosur 1998 (invitation)       | CF Universidad de Chile            |
| Copa Mercosur 1998 (invitation)       | Universidad Católica               |
| Promotions et relégations             |                                    |
| Promus en Primera División            | Aucun                              |
| Relégués en Segunda División          | Aucun                              |